# Shannon Watters
Shannon Watters est une éditrice et scénariste de bande dessinée américaine. Éditrice chez Boom! Studios, elle développe avec son amie Grace Ellis l'idée d'une série fantastique pour adolescente, Lumberjanes. Si Ellis et Noelle Stevenson co-signent les huit premiers comic books avec la dessinatrice Brooke A. Allen, Waters est créditée comme scénariste à partir du neuvième, fin 2014, et l'écrit toujours en 2018.

## Récompenses
- 2015 :
  - Prix Eisner de la meilleure nouvelle série et de la meilleure publication pour adolescents pour Lumberjanes (avec Brooke A. Allen, Grace Ellis et Noelle Stevenson)
  - Prix Harvey de la meilleure publication graphique originale pour jeunes lecteurs pour Lumberjanes (avec Brooke A. Allen, Grace Ellis, et Noelle Stevenson)
- 2016 :
  - Prix Harvey de la meilleure publication graphique originale pour jeunes lecteurs pour Lumberjanes (avec Brooke A. Allen, Grace Ellis et Noelle Stevenson)